# Các điểm bay của Virgin America
Virgin America là hãng hàng không giá rẻ của Mỹ. Hiện nay, hãng đang phục vụ 17 điểm bay tại ba quốc gia Bắc Mỹ bao gồm Hoa Kỳ, Canada và México. Dưới đây là các điểm bay của Virgin America:

## Hoa Kỳ

### California
- - San Francisco-Sân bay quốc tế San Francisco (Trạm trung chuyển chính)
  - Los Angeles-Sân bay quốc tế Los Angeles
  - San Diego-Sân bay quốc tế San Diego
  - Orange County-Sân bay John Wayne
  - Palm Springs-Sân bay Palm Springs

### Florida
- - Orlando-Sân bay quốc tế Orlando
  - Fort Laudedale-Sân bay quốc tế Fort Lauderdale – Hollywood

#### Illinois
- - Chicago-Sân bay quốc tế O'Hare

#### Nevenda
- - Las Vegas-Sân bay quốc tế McCarran

### New York
- - New York-Sân bay quốc tế John F. Kennedy

### Pennsylvania
- - Philadelphia-Sân bay Philadelphia

### Texas
- - Dallas-Sân bay quốc tế Dallas-Fort Worth

### Washington
- - Seattle-Sân bay quốc tế Seattle-Tacoma

### Quận Columbia
- - Washington-Sân bay quốc tế Washington Dulles

## Mexico

### Baja California Sur
- - Los Cabos-Sân bay quốc tế Los Cabos

### Jalisco
- - Pueto Vallita-Sân bay Lic. Gustavo Díaz Ordaz

### Quintana Roo
- - Cancún-Sân bay quốc tế Cancún

## Canada

### Ontario
- - Toronto-Sân bay quốc tế Toronto Pearson